# Palutrus meteori
Palutrus meteori és una espècie de peix de la família dels gòbids i de l'ordre dels perciformes.

## Morfologia
- Els mascles poden assolir 6,2 cm de longitud total.
- Aleta caudal arrodonida.[5][6]

## Hàbitat
És un peix marí, de clima tropical i associat als esculls de corall.

## Distribució geogràfica
Es troba al Mar Roig, el sud d'Oman i les Illes Ryukyu.

## Observacions
És inofensiu per als humans.